# Psapharochrus homonymus
Psapharochrus homonymus är en skalbaggsart som först beskrevs av Richard Eliot Blackwelder 1946.  Psapharochrus homonymus ingår i släktet Psapharochrus och familjen långhorningar. Inga underarter finns listade i Catalogue of Life.